# Andrena griseobalteata
Andrena griseobalteata är en biart som beskrevs av Dours 1872. Andrena griseobalteata ingår i släktet sandbin, och familjen grävbin. Inga underarter finns listade i Catalogue of Life.